# Audrey Fouché
Audrey Fouché est une scénariste et réalisatrice française née le 17 janvier 1981.

## Biographie
Titulaire d'une maîtrise de littérature anglaise, Audrey Fouché entre à la Fémis en 2003 dans la section scénario dans la 18e promotion où elle côtoie notamment Rebecca Zlotowski et Virginie Legeay. Elle y collabore à des courts-métrages y fait un stage à Capa-Drama et écrit le scénario de Memories Corner pour son diplôme de fin d'études. Ce scénario traite des conséquences à long terme du séisme de Kōbe survenu le 17 janvier 1995 (qui est par ailleurs la date de l'anniversaire des 14 ans d'Audrey Fouché).
Pendant ses études à la Fémis elle reçoit le prix de l’œuvre d’art numérique interactive de la SCAM en 2005 pour Odyssey réalisé avec Frédéric Mastellari.
À sa sortie de la Fémis en 2007 elle travaille comme scénariste tout en préparant la réalisation de Memories Corner avec la société de production Noodles Production, en partant notamment plusieurs fois à Kobé. Elle est lauréate d'Émergence en 2008, association qui aide les jeunes auteurs à préparer leur premier film.
Elle réalise Memories Corner en 2010 à Kobé avec Déborah François et l'acteur japonais Hiroshi Abe. Ce film sort en France le 23 mai 2012.
En 2012, elle travaille comme stagiaire puis coscénariste sur la saison 2 de la série télévisée de Canal+ Borgia. Elle est choisie par la production française Atlantique Productions sur recommandation du directeur de La fémis. Elle commence par écrire une partie des dialogues de l'épisode 6 de cette saison ce qui lui fait découvrir les impératifs de rapidité d'une telle série où il faut écrire au moins une scène chaque jour. Le fait de devoir écrire autant dans un temps court alors que sur Memories Corner elle pouvait passer « des mois à angoisser sur une seule scène » a été ressenti par elle comme libérateur et désinhibant. À la fin de son stage, Tom Fontana lui confie l'écriture de l'épisode 11 de la saison 2, puis elle devient « staff writer » sur la troisième saison de la série ce qui lui permettra de suivre toutes les étapes de la production jusqu'au montage et au mixage. Ce statut semble être une première pour une scénariste française. Tom Fontana a déclaré vouloir faire d'elle « la première Show runner française. »
Elle fait partie des scénaristes de la série de Canal+ Les Revenants.
En avril 2018 elle fait partie du premier jury du Festival Canneséries, sous la présidence d'Harlan Coben.

## Filmographie

### Réalisatrice
- 2012 : Memories Corner
- 2019 : Osmosis (série télévisée)

### Scénariste
- 2006 : Les Chemins immobiles, court métrage de Nicolas Briand (coscénariste)
- 2010 : Le Rescapé, court métrage d'Aurélien Vernhes-Lermusiaux (coscénariste)
- 2012 : Memories Corner
- 2012 : Borgia (série télévisée, coscénariste)
- 2012 : Les Revenants (série télévisée, coscénariste)
- 2023 : 66-5 (série télévisée)